# Rankingturnering (snooker)
En rankingturnering inom snooker är en tävling som ger de deltagande spelarna poäng till världsrankingen. Tävlingar som ej ger poäng kallas inbjudningsturneringar. 

## Mindre rankingturneringar
Mindre rankingturneringar fungerar som rankingturneringar men ger färre poäng. Strachan Challenges 1993 var turneringar med så kallad minor ranking och gav bara en tiondel av poängen som andra tävlingar gav. Säsongen 2010/11 till och med säsongen 2015/16 fanns Players Tour Championship, också turneringar med betydligt mindre rankingpoäng än de vanliga.

## Innevarande säsong
Säsongen 2023/2024 (26 juni 2023 – 12 maj 2024) finns 17 rankingturneringar (samt 6 andra turneringar) på proffstouren:
- Champions League (juni-juli)
- European Masters (augusti)
- British Open (september-oktober)
- English Open (oktober)
- Wuhan Open (oktober)
- Northern Ireland Open (november)
- International Championship (november)
- UK Championship (november–december)
- Snooker Shoot-Out (december)
- Scottish Open (december)
- World Grand Prix (januari)
- German Masters (januari–februari)
- Welsh Open (februari)
- Players Championship (februari)
- World Open (mars)
- Tour Championship (april)
- World Championship (april–maj)

De stora rankingturneringarna har i regel samma turneringsformat: De 32 lägst rankade spelarna på proffstouren (med 96 spelare) möts i 16 matcher. De 16 segrarna möter de 16 spelarna rankade 49–64. De 16 vinnarna i dessa matcher möter spelarna med ranking 32–48, och slutligen möter de 16 segrarna i dessa matcher spelarna rankade 17–32. Dessa matcher utgör kvalet till huvudturneringen och spelas i allmänhet några veckor före denna. Ibland förekommer det även att det delas ut wildcards, i synnerhet i turneringarna utanför Storbritannien.
I huvudturneringen möter de 16 topprankade spelarna de 16 vinnarna från den sista kvalomgången i en 16-delsfinal. Därefter fortsätter utslagsturneringen med åttondels-, kvarts-, semifinaler och final.
German Masters har ett liknande upplägg jämfört med övriga turneringar, med skillnaden att spelarna rankade 33-64 går in redan i första kvalomgången.

## Rankingpoäng
Säsongen 2014/2015 ersattes tidigare poängsystem med intjänade pengar i respektive rankingturnering. Beräkningen görs som tidigare på en rullande tvåårsperiod och uppdateras efter varje avslutad turnering.

## Spelare med flest rankingtitlar
Den som vunnit flest rankingtitlar inom snooker är Stephen Hendry med sina 36 stycken, den senaste i Malta Cup 2005. Eftersom världsrankingen inte infördes förrän 1976 (se nedan), har många av storspelarna från 1960- och 1970-talet inga eller bara ett fåtal rankingtitlar. Ray Reardons fem rankingtitlar inbegriper de fyra sista av hans sammanlagt sex VM-titlar. Från och med 1974 fick VM rankingstatus - i efterhand!

### Spelare med minst tre rankingtitlar
Senast uppdaterad 12 mars 2019 efter Players Championship.
| Spelare           | Antal rankingtitlar |
| ----------------- | ------------------- |
| Stephen Hendry    | 36                  |
| Ronnie O'Sullivan | 35                  |
| John Higgins      | 30                  |
| Steve Davis       | 28                  |
| Mark Williams     | 22                  |
| Mark Selby        | 15                  |
| Neil Robertson    | 15                  |
| Ding Junhui       | 13                  |
| Judd Trump        | 10                  |
| Jimmy White       | 10                  |
| John Parrott      | 9                   |
| Peter Ebdon       | 9                   |
| Shaun Murphy      | 7                   |
| Ken Doherty       | 6                   |
| Mark Allen        | 5                   |
| Stuart Bingham    | 5                   |
| Ray Reardon       | 5                   |
| Stephen Lee       | 5                   |
| Stephen Maguire   | 5                   |
| Ali Carter        | 4                   |
| Kyren Wilson      | 3                   |
| Barry Hawkins     | 3                   |
| James Wattana     | 3                   |
| Marco Fu          | 3                   |
| Paul Hunter       | 3                   |
| Ricky Walden      | 3                   |

Deltävlingarna i Players Tour Championship är inte medräknade, däremot finalen.

## Rankingturneringar tidigare säsonger
Rankingsystemet inom snookern introducerades 1976, och då baserades rankingen enbart på resultaten i de tre senaste årens VM-turneringar. Eftersom Ray Reardon hade vunnit samtliga dessa, blev han naturligtvis snookerns första världsetta. Säsongen 1982/83 började man dock tycka att rankingen var lite missvisande, och därför lät man ett antal andra turneringar också ge rankingpoäng.
Rankingturneringarna på snookertouren har varierat rejält genom åren; turneringar har bytt namn, bytt plats och bytt sponsor. Här följer en lista över rankingturneringar som förekommit på touren. Observera att snookersäsongen spelas höst-vår. De årtal som nämns är åren då turneringen varit rankingturnering. Vissa turneringar har även spelats andra år utan att vara rankingturneringar. Turneringar som har bytt namn listas med sitt senaste namn som huvudrubrik och tidigare namn som underrubriker , .
- Betfred.com World Snooker Championship 2008/09–
  - 888.com World Snooker Championship 2005/06–2007/08
  - Embassy World Snooker Championship 1975/1976–2004/05
  - World Snooker Championship 1973/74–1974/75
- Haikou World Open 2011/12–
  - 12Bet.com World Open 2010/11
  - Royal London Watches Grand Prix 2005/06–2009/10
  - Totesport Grand Prix 2004/05–2005/06
  - LG Cup 2001/02–2003/04
  - Grand Prix 1996/97–2000/01
  - Skoda Grand Prix 1993/94–1995/96
  - Rothmans Grand Prix 1984/85–1992/93
  - Professional Players Tournament 1982/83–1983/84
- williamhill.com UK Championship 2011/12–
  - 12Bet.com UK Championship 2010/2011
  - Pukka Pies UK Championship 2009/2010
  - Maplin UK Championship 2006/07–2008/09
  - Travis Perkins UK Championship 2003/04–2005/06
  - PowerHouse UK Championship 2002/03
  - UK Championship 2001/02
  - Liverpool Victoria UK Championship 1997/98–2000/01
  - UK Championship 1996/97
  - Royal Liver Assurance UK Championship 1992/93–1995/96
  - UK Championship 1991/92
  - StormSeal UK Championship 1989/90–1990/91
  - Tennents UK Championship 1986/87–1988/89
  - Coral UK Championship 1984/85–1985/86
- Bank of Communication Shanghai Masters 2011/12–
  - Roewe Shanghai Masters 2007/08–2010/2011
- Malta Cup 2004/05–2006/07
  - European Open 2001/02–2003/04
  - Rothmans Malta Grand Prix 1999/00
  - Irish Open 1998/99
  - German Open 1995/96–1997/98
  - European Open 1995/96–1996/97
  - Humo European Open 1992/93–1994/95
  - European Open 1991/92
  - Tulip European Open 1990/91
  - European Open 1989/90
  - ICI European Open 1988/89
- Wyldecrest Park Homes Welsh Open 2010/11–
  - Totesport.com Welsh Open 2009/10
  - Welsh Open 2003/04–2008/09
  - Regal Welsh Open 1992/93–2002/03
- Strachan Open 1991/92
- Bank of Beijing China Open 2010/11–
  - Sanyuan Foods China Open 2009/10
  - Bank of Beijing China Open 2008/09
  - Honghe Industrial China Open 2006/07–2007/08
  - Star Dragon Woods Villa Cup China Open 2005/06
  - China Open 2000/01–2001/02, 2004/05
  - China International 1998/99–1999/00
- Northern Ireland Trophy 2006/07–2008/09
- Bahrain Championship 2008/09
- Singha Thailand Masters 2001/02
  - Blue Eagle/Thai Airways Thailand Masters 2000/01
  - Thailand Masters 1998/99–1999/00
  - Beer Chang Thailand Masters 1997/98
  - Thailand Open 1996/97
  - Singha Thailand Open 1995/96
  - Kloster Thailand Open 1993/94–1994/95
  - Nescafé Asian open 1992/93
  - 555 Asian Open 1989/90–1991/92
- 555 Hong Kong Open 1989/90
- Daily Records Players Championship 2003/04
  - Regal Scottish Open 1997/98–2002/03
  - International Open 1996/97
  - Sweater Shop International Open 1994/95–1995/96
  - International Open 1993/94
  - Sky Sports International Open 1992/93
  - BCE International 1989/90
  - Fidelity Unit Trusts International 1987/88–1988/89
  - BCE International 1986/87
  - Goya Matchroom Trophy 1985/86
  - Jameson International 1982/83–1984/85
- Irish Masters 2002/03–2004/05
- Mercantile Credit Classic 1984/85–1991/92
  - Lada Classic 1983/84
- Suntory Asian Classic 1996/97
  - Singha Thailand Classic 1995/96
  - Dubai Duty Free Classic 1989/90–1994/95
- Canadian Masters 1988/89
- Australian Goldfields Open 2011/12–2015/16
- Riga Masters 2014/15–2019/20
- Indian Open 2013/14–2018/19
- Paul Hunter Classic 2004/05–2019/20
- Gibraltar Open 2015/16–2021/22
- China Open 1997/98–2018/19